# Sunrise Avenue
A Sunrise Avenue egy 2002-ben alakult finn rockegyüttes. Zenei stílusuk alapvetően a dallamos rock-balladák és a hard rock között mozog. 2022-ben léptek fel utoljára, az együttes azután felbomlott.

## Története
Samu Haber 1992 áprilisában Jan Hohenthal finn énekes-dalszerzővel közösen alapította a „Sunrise” együttest Espoo-ban. Mindenféle kocsmákban, kisebb fesztiválokon és magánpartikon léptek fel 1998-ig, majd - egy hosszabb spanyolországi tartózkodás után - a zenekar 2001 októberében a helsinki Memphis étteremben "Sunrise Avenue"-ra változtatta a nevét.
A zenekar hivatalosan 2002-ben alakult, frontembere Samu Haber, aki az együttes fő dalszerzője is. Eleinte elsősorban koncertekkel igyekeztek megismertetni stílusukat a finn közönséggel, első kislemezük is csak 2006-ban jelent meg. Az első dalok ("All Because of You", "Romeo") viszonylagos ismertséget hoztak a zenekarnak hazájukban, sőt, a kislemezeket követő első nagylemez (On the Way to Wonderland) a finn albumlista második helyéig menetelt. Ezt követően az együttes főleg a német nyelvterületen és a skandináv országokban szerzett nagyobb ismertséget.
2007-ben zenei nézetkülönbségek miatt elhagyta az együttest az alapító-gitáros, Janne Kärkkäinen, akinek a helyére Riku Rajamaa érkezett. Az új felállással 2009 májusában jelent meg a zenekar második albuma (Popgasm). Ezt követően egy akusztikus felvételeket tartalmazó koncertalbumot is megjelentettek, amely azonban csak Finnországban volt megvásárolható.
2010-ben a Sunrise Avenue új producerrel, Jukka Immonen-nel közösen kezdett el dolgozni harmadik stúdióalbumán. A dalokat Helsinkiben, Los Angelesben, Tokióban, Stockholmban, Görögországban és Németországban írták. Két producerrel a csapatban Haber lett a zenekar executive producere. 2010 nyarán szerződést kötöttek az Universal Music kiadóval.
2011 márciusában jelent meg a zenekar harmadik albuma (Out of Style), amelynek első kislemez-dalát, a "Hollywood Hills" című számot 2011 januárja óta sok rádió játssza, komoly sikereket szerezve a zenekarnak, ami a slágerlista-helyezéseken is nyomon követhető. Az album 70 országban jelent meg.
Magyarországon először 2012. március 6-án koncerteztek a Dürer Kertben.
2019. december 2-án jelentették be, hogy 2020-tól szétválnak, valamint készülnek egy kislemezzel és egy utolsó turnéval. A koronavírus-járvány miatt a turnét el kellett halasztani, csak 2022-ben került rá sor. Utolsó koncertjüket 2022. szeptember 18-án adták a düsseldorfi PSD Bank Dome-ban.
Fennállásuk alatt öt stúdióalbumot, két koncertalbumot, három koncert DVD-t, két válogatásalbumot és 21 kislemezt adtak ki. Több mint 3 millió albumot és 2 millió kislemezt adtak el világszerte.

## Tagjai
| Végső felállás - Samu Haber – vezető vokál, gitár (1992–2022) - Raul Ruutu – basszusgitár, háttérvokál (2002–2022) - Sami Osala – dobok (2005–2022) - Riku Rajamaa – vezető gitár, háttérvokál (2007–2022) Turnétagok - Osmo Ikonen – billentyűs hangszerek (2009–2022) | Korábbi tagok - Jan Hohenthal – gitár, vokál (1992–2002) - Sami Heinänen – basszusgitár, háttérvokál (1995–2002) - Teijo Jämsä – dobok (2004–2005) - Janne Kärkkäinen – vezető gitár, háttérvokál (2002–2007) - Juho Sandman – dobok, háttérvokál (2002–2004) - Teijo Jämsä – dobok (2004–2006) - Jukka Backlund – billentyűs hangszerek (2005–2008) - Olli Tumelius – dobok (2005) - Lenni-Kalle Taipale – (2010) - Heikki Puhakainen – (2011) |

## Diszkográfia
- On the Way to Wonderland (2006)
- Popgasm (2009)
- Acoustic Tour 2010 (2010)
- Out of Style (2011)
- Out of Style – Live Edition (2012)
- Unholy Ground (2013)
- Fairytales – Best of 2006–2014 (2014)
- Heartbreak Century (2017)
- Live with Wonderland Orchestra (2021)

## Fordítás
Ez a szócikk részben vagy egészben  a   Sunrise Avenue című angol Wikipédia-szócikk fordításán alapul.  Az eredeti cikk szerkesztőit annak laptörténete sorolja fel. Ez a jelzés csupán a megfogalmazás eredetét és a szerzői jogokat jelzi, nem szolgál a cikkben szereplő információk forrásmegjelöléseként.